# Кюрлевские карьеры
Кю́рлевские карье́ры — искусственные озёра в Волосовском районе Ленинградской области, возникшие в 1939 году при прорыве воды Ижорского водоносного горизонта в карьеры на месте осушенного в 1935 году Кюрлева болота. Карьеры были созданы для добычи порошкообразной озёрной извести — гажи, которая применяется для создания прочной водостойкой и огнеупорной штукатурки, использовавшейся, в частности, при отделке Гатчинского дворца.
Глубина карьеров около 3-4 метров. Отсюда берёт начало река Оредеж. На берегу расположена деревня Донцо.
Кюрлевские карьеры входят в состав регионального комплексного памятника природы «Истоки реки Оредеж в урочище Донцо».
Несмотря на то, что управление Роспотребнадзора по Ленинградской области включает озеро Донцо в список безопасных для купания озёр и рек, плавать в нем запрещено